# Amt Anröchte
Das Amt Anröchte war ein Amt im Kreis Lippstadt in Nordrhein-Westfalen, Deutschland. Im Rahmen der nordrhein-westfälischen Gebietsreform wurde das Amt zum 1. Januar 1975 aufgelöst. Sein Gebiet gehört heute zum Kreis Soest.

## Geschichte
Im Kreis Lippstadt wurden in den 1820er Jahren die historischen Schultheißenbezirke des ehemaligen Herzogtums Westfalen zu Bürgermeistereien zusammengefasst, wobei auch die Bürgermeisterei Anröchte entstand.
Im Rahmen der Einführung der Landgemeindeordnung für die Provinz Westfalen wurde 1843 aus der Bürgermeisterei Anröchte das Amt Anröchte gebildet. Es umfasste zunächst die Gemeinden Altenmellrich, Anröchte, Berge, Effeln, Hoinkhausen, Klieve, Mellrich, Oestereiden, Robringhausen, Uelde, Waltringhausen, Weickede und Westereiden.  1845 gab das Amt Anröchte die Gemeinden Effeln, Hoinkhausen, Oestereiden, Weickede und Westereiden an das Amt Altenrüthen ab, wurde aber gleichzeitig um die Gemeinden Altengeseke, Berenbrock, Böckum, Ebbinghausen, Horn-Millinghausen, Merklinghausen-Wiggeringhausen, Norddorf, Schallern, Schmerlecke und Seringhausen des aufgelösten Amtes Horn erweitert.
1938 schließlich wechselten die acht Gemeinden Berenbrock, Böckum, Ebbinghausen, Horn-Millinghausen, Merklinghausen-Wiggeringhausen, Norddorf, Schallern und Schmerlecke aus dem Amt Anröchte zum Amt Erwitte.
Durch das Münster/Hamm-Gesetz wurde das Amt Anröchte zum 1. Januar 1975 aufgelöst. Sein Rechtsnachfolger ist die Gemeinde Anröchte im Kreis Soest. Seringhausen kam zur Stadt Erwitte, die übrigen Gemeinden zur neuen Gemeinde Anröchte.

## Gemeinden (Stand 1974)

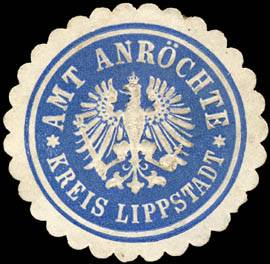
Siegelmarke Amt Anröchte

1. Altengeseke
2. Altenmellrich
3. Anröchte
4. Berge
5. Klieve
6. Mellrich
7. Robringhausen
8. Seringhausen
9. Uelde
10. Waltringhausen